# Alburnus nicaeensis
Alburnus nicaeensis е изчезнал вид лъчеперка от семейство Шаранови (Cyprinidae).

## Разпространение
Видът е бил ендемичен за езерото Изник в Турция.